# Henri Espivent de La Villesboisnet
Henri Espivent de La Villesboisnet, né le 30 mars 1813 à Londres et mort le 25 janvier 1908, est un général et homme politique français. Il a obtenu un titre de comte romain.
Il est grand-croix de la Légion d'honneur.

## Biographie
Henri Espivent de La Villesboisnet est le fils de Pierre Espivent de La Villesboisnet, chevalier de l'ordre de Saint-Louis, et de Jeanne Bedeau de L'Écochère.
À l'École spéciale militaire de Saint-Cyr, où il est entré en 1830, il fait partie de la promotion du Firmament. Il en sort sous-lieutenant en 1832. Il est nommé lieutenant en 1835, puis capitaine en 1839.
En Afrique, il est aide de camp du général Bedeau et se fait remarquer lors de la bataille d'Isly. Il est d'ailleurs représenté sur un tableau d'Horace Vernet qui se trouve actuellement à Versailles.

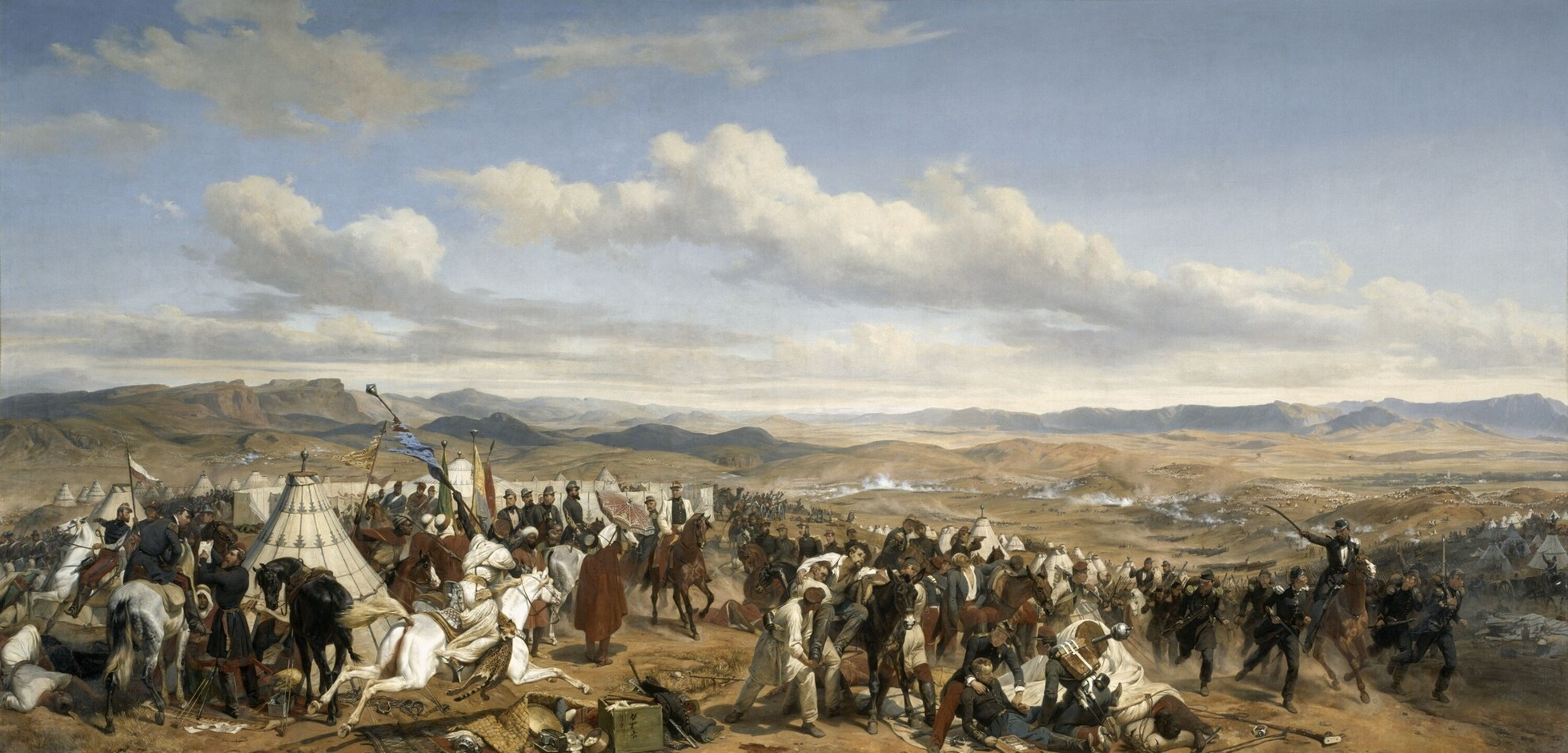
La bataille d'Isly par Horace Vernet.

Chef d'escadron en 1847, il participe à l'expédition de Rome en tant qu'aide de camp du général Oudinot. Il est alors chargé de la préparation du débarquement des troupes à Civitavecchia. Après la prise de la ville, il sera chargé de rendre compte des opérations militaires au gouvernement français.
Il est nommé lieutenant-colonel en 1849, colonel en 1852, général de brigade en 1860, général de division en 1870.
En 1871, il est envoyé vers le sud-est pour réprimer les mouvements insurrectionnels de la Commune de Lyon et de celle de Marseille dont il vient à bout à l'issue d'une répression sanglante.
Il est à la tête du 15e corps d'armée (Marseille) du 28 septembre 1873 au 28 septembre 1876, puis du 11e corps d'armée (Nantes) du 28 septembre 1876 au 31 mars 1878.

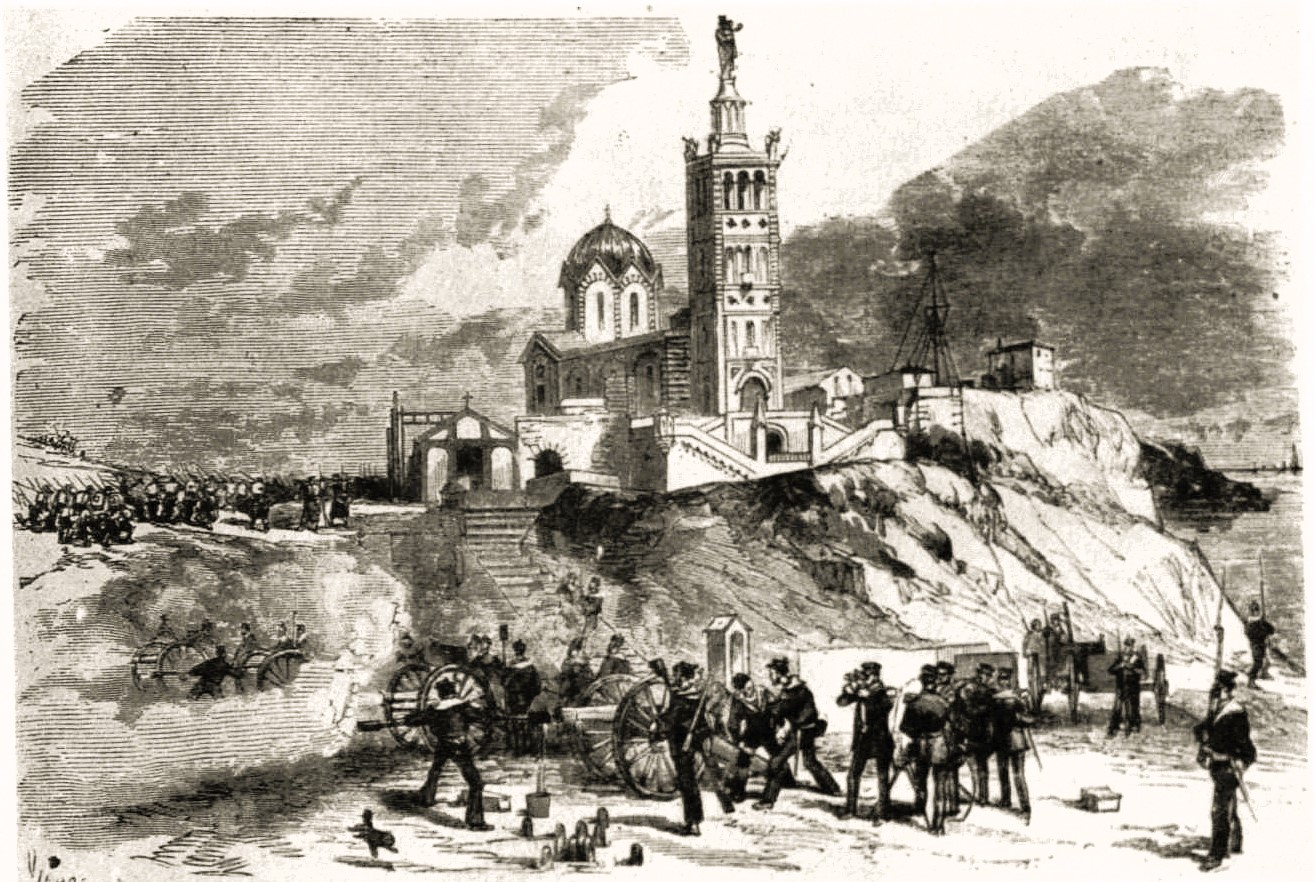
Les 4 et, depuis Notre-Dame-de-la-Garde, Espivent fait bombarder les insurgés marseillais retranchés dans la prefecture, dernier épisode de la Commune de Marseille.

Il est sénateur de la Loire-Inférieure pendant 21 ans, étant élu, en tant que monarchiste et catholique, à trois reprises :
- le 30 janvier 1876 ;
- le 5 janvier 1879 ;
- le 5 janvier 1888.

Il ne se représente pas après la fin de son mandat le 2 janvier 1897.

## Titres et distinctions[3]
- Comte romain
- Grand-croix de la Légion d'honneur
- Grand-croix de l'ordre de Saint-Grégoire-le-Grand
- Grand-croix de l'ordre de Charles III
- Chevalier du Lys
- Officier de l'Ordre militaire de Savoie
- Médaille commémorative de la campagne d'Italie (1859)
- Médaille coloniale

### Sources
- « Henri Espivent de La Villesboisnet », dans Adolphe Robert et Gaston Cougny, Dictionnaire des parlementaires français, Edgar Bourloton, 1889-1891 [détail de l’édition]